# Pavel Werner
Pavel Werner (* 15. dubna 1942 Otrokovice) je sklářský výtvarník, designér, pedagog, emeritní ředitel Střední uměleckoprůmyslové školy sklářské v Kamenickém Šenově.

## Život
V letech 1956-1960 navštěvoval Střední uměleckoprůmyslovou školu sklářskou v Železném Brodě a vyučil se v oboru tavená skleněná plastika a mozaika u prof. J. Černého a O. Žáka. Tento ateliér byl založen nedlouho předtím a Werner se jako brigádník mohl podílet na tvorbě tavených plastik určených na 11. Trienále skla v Miláně a Expo 58 v Bruselu. Od roku 1960 studoval na Vysoké škole uměleckoprůmyslové v Praze glyptiku u doc. Václava Plátka a od roku 1963, po sloučení obou sklářských ateliérů, u prof. Stanislava Libenského. Značný vliv na jeho tvorbu měl také Jiří Harcuba. Po ukončení studia (1966) se zabývá autorským sklem a sochařstvím. Po Světové výstavě v Montrealu (1967) přestaly sklářské podniky i stát podporovat velké sklářské projekty, možnosti uplatnění skla v architektuře byly omezené a trh s ateliérovým autorským sklem prakticky neexistoval, proto nastoupil jako pedagog v Kamenickém Šenově.
V letech 1967–1976 působil Pavel Werner jako pedagog Střední uměleckoprůmyslové školy sklářské v Kamenickém Šenově v oddělení broušeného skla. Mezi jeho žáky patřil např. Vladimír Klein. Ten chválil velkorysost mladého pedagoga, který studentům umožnil práci s velkými formáty skla i kreslení podle modelu. V letech 1991–1997 vyučoval na novoborské Střední průmyslové školy sklářské, kde se věnoval nově založenému ateliéru broušení a malování skla. Měl zásadní podíl na výtvarné orientaci a rozvoji tohoto oboru v tamní SPŠS. V letech 1997–2006 byl ředitelem Střední uměleckoprůmyslové školy sklářské v Kamenickém Šenově. Věnoval se propagaci žákovských realizací, navázal spolupráci se sklářskými firmami a také se střední odbornou sklářskou školou v německém Rheinbachu. Roku 2002 organizoval oslavy 145. výročí školy, výstavu v Severočeském muzeu a katalog. Ke 150. výročí založení školy roku 2006 výstavu v UPM v Praze a vydání reprezentativní publikace. Díky jeho úsilí se jubileum školy dostalo na seznam světových kulturních výročí UNESCO. V letech 1999, 2002 a 2005 se podílel na organizaci Mezinárodního symposia rytého skla v Kamenickém Šenově. Po roce 2006 převzal řízení školy Wernerův žák František Janák (* 1951).
Během přerušení pedagogického působení získal v 70. a 80. letech některé zakázky na monumentální realizace v architektuře, např. v pražském Metru (skleněná stěna, stanice Dejvická).
Je členem Glassfora Nový Bor a Sklářského sdružení Praha. Od roku 2006 je v důchodu a žije a tvoří v Novém Boru.

### Ocenění
- 1995 Cena Masarykovy akademie umění[11]

## Dílo
Pavel Werner ovládá díky svému školení širokou škálu sklářských technik – od broušené prizmatické plastiky a rytého skla přes hutní sklo foukané do forem i volně až k mozaice a vitráži. Jako jeden z prvních začal experimentovat s expresivní skleněnou plastikou litou do formy. Je jediným sklářským výtvarníkem, který se touto technikou a jejími modifikacemi zabývá nepřetržitě už od 60. let.
Na počátku 70. let se jako pedagog věnoval převážně broušenému olovnatému sklu. Jeho skleněné plastiky z té doby jsou považovány za počátek nového směru tohoto oboru. Prizmatické plastiky se současně objevily u maturitních prací jeho žáků i u státnic v ateliéru S. Libenského na VŠUP. Začal také experimentovat s litím optického skla do jednoduchých forem, když mu vedení podniku Severosklo ve Svoru umožnilo využít tavby, které nesplnily maximální požadavky na kvalitu. Vytvořil v té době u nás i ve světě nejrozměrnější objekt z litého skla pro architekturu – „Světelný sloup“ z optického skla pro výstavu Současné české sklo v Mánesu. Koncem 70. let tvořil expresivní figurální plastiky foukané do sádrových forem a později Plastiky-moduly z křišťálového a barevného skla lité do formy. Po návratu ze sklářského sympozia v Nizozemsku tvořil ve spolupráci se skláři v novoborské huti U Hantichů také volně foukané figurální plastiky. Koncem 80. let se vrátil k abstrakci, ale jeho přísně geometrické tvary z litého skla si zachovaly odchylky od řádu a pravidelnosti a jako výraz spontánního neklidu života se místy roztékají se vší anarchií horkého procesu.
Po odchodu ze školy v Kamenickém Šenově pracoval ve vlastním ateliéru a ve spolupráci s architekty se uplatnil i jako mozaikář a sochař v klasických materiálech, zejména liberecké žule. Vytvořil také světelný sloup pro obchodní dům Ládví a několik rozměrných osvětlovacích těles (Úřad vlády ČSSR, KD Amati Kraslice). V 80. letech Pavel Werner experimentoval také se sříbřeným sklem (Zlom, 1986).
Během doby, kdy řídil školu v Kamenickém Šenově, spolupracoval s Janem Pačinkem a Petrem Novotným ve sklárně Ajeto a tvořil přímo ve sklářské huti hravé foukané plastiky (Strážce sklářských forem, Pocta Thoru Heyerdahlovi atd.) a ve spolupráci s Jaroslavem Slaninou ve sklárně bratří Jílků v Kamenickém Šenově plastiky z litého skla (Z nitra Země, Láva, Krajina atd.). M. Klivar řadí skleněné plastiky Pavla Wernera k proudu lyrické abstrakce.
Práci se sklem předcházejí kresebné návrhy a poté vytvoření formy pro odlití sochy. Pro Pavla Wernera je charakteristická expresivní modelace, kontrast hladkého a drsného povrchu a kombinace barevného a průzračného skla, která vytváří nevšední a proměnné efekty. Samotný proces návrhu sochy je racionální a promyšlený, ale při práci u sklářské pece pracuje s náhodou. Jeho plastiky z litého skla se vyznačují působivými barevnými kombinacemi a dramatickými efekty, které vznikají při zastavení toku skloviny v rozhodujícím okamžiku. Kromě plastik tvoří stejnou technikou lití i objekty-vázy a mísy.

### Zastoupení ve sbírkách (výběr)
- Moravská galerie v Brně
- Muzeum umění Olomouc
- Severočeské muzeum p.o., Liberec
- Muzeum skla a bižuterie Jablonec nad Nisou
- Sklářské muzeum Nový Bor
- Sklářské muzeum Kamenický Šenov

### Výstavy

#### Autorské
- 1986, 1988 Ústav makromolekulární chemie Praha
- 1988/1989 Pavel Werner: Sklo, Muzeum skla a bižuterie v Jablonci nad Nisou
- 1989 Kunst-form International, Vídeň
- 2002 Sklářské muzeum Nový Bor
- 2005 Pavel Werner: Lité sklo, Sklářské muzeum, Kamenický Šenov
- 2007 Pavel Werner: Sklo, obrazy, kresby, Radniční výstavní síň, Galerie Glass arts, České Budějovice[24]
- 2008 Muzeum novojičínska Fulnek
- 2008 Galerie Welti, Düsseldorf
- 2011 Muzeum Beskyd, Frýdek-Místek
- 2012 Severočeské muzeum Liberec
- 2013 Pavel Werner: Sklo, kresba, Hrad Špilberk, Brno[25]
- 2017/2018 Pavel Werner: Sklo / plastika / malba / kresba, Sklářské muzeum v Novém Boru

#### Kolektivní (výběr)
- 1969 Sklo severočeských výtvarníků, Výstavní síň Betlémské náměstí, Praha
- 1970 Současné české sklo, Mánes, Praha
- 1973/1974 Böhmisches Glas der Gegenwart, Museum für Kunst und Gewerbe Hamburg, Museum Kunstpalast (Kunstmuseum Düsseldorf), Düsseldorf, Badisches Landesmuseum Karlsruhe, Karlsruhe, Kunstgewerbemuseum Berlin, Kunstsammlungen der Veste Coburg
- 1977 Umělecké sklo 1977. Oborová přehlídka současné sklářské tvorby, Praha
- 1978 Metro a výtvarné umění, Staroměstská radnice, Praha
- 1983 Skleněná plastika, Dům umění města Brna
- 1984 Československé sklo '84: Umělecká sklářská tvorba, Valdštejnská jízdárna, Praha
- 1984 Setkání: Skleněná plastika v historickém prostředí, Zámek Telč
- 1985 Vyznání životu a míru: Přehlídka československého výtvarného umění k 40. výročí osvobození Československa Sovětskou armádou, Praha, Bratislava
- 1987 Skleněná plastika, Dům umění města Brna
- 1987 Sklo a světlo, Výstavní síň Emila Filly, Ústí nad Labem
- 1987/1988 Trienále řezaného a rytého skla: Těžítko a drobný objekt, Moravská galerie v Brně
- 1988 Sklo, Ústav makromolekulární chemie (Galerie Makráč), Praha
- 2006 Sklo a světlo: 150 let sklářské školy v Kamenickém Šenově, Galerie design centra ČR, Praha, Uměleckoprůmyslové museum, Praha
- 2009 Connections 2009, Contemporary European Glass Sculpture / Současná evropská skleněná plastika, Mánes, Praha
- 2012/2013 Vše nejlepší! České sklářské umění, Uměleckoprůmyslové museum, Praha